# Europese kampioenschappen schaatsen 1996
De Europese kampioenschappen schaatsen 1996 werden op 19, 20 en 21 januari 1996 gereden in de ijshal Thialf te Heerenveen.
Titelverdedigers waren de Europees kampioenen van 1995 in Heerenveen. In Thialf werden de Duitse Gunda Niemann en de Nederlander Rintje Ritsma kampioen. Zij prolongeerden beiden hun titel.
| Programma                                            | Programma                                               | Programma                              |
| vrijdag 19 januari                                   | zaterdag 20 januari                                     | zondag 21 januari                      |
| ---------------------------------------------------- | ------------------------------------------------------- | -------------------------------------- |
| 500 meter mannen 500 meter vrouwen 5000 meter mannen | 1500 meter vrouwen 1500 meter mannen 3000 meter vrouwen | 5000 meter vrouwen 10.000 meter mannen |

## Mannen

### Eindklassement
| Rang   | Schaatser           | Land        | Punten  | 500 m         | 5000 m       | 1500 m        | 10.000 m      |
| ------ | ------------------- | ----------- | ------- | ------------- | ------------ | ------------- | ------------- |
| Goud   | Rintje Ritsma       | Nederland   | 159,756 | 38,02 (7)     | 6.51,06 (2)  | 1.53,68 (2)   | 14.14,75 (2)  |
| Zilver | Ids Postma          | Nederland   | 160,175 | 37,12 (1)     | 6.58,56 (5)  | 1.53,58 (1)   | 14.26,78 (4)  |
| Brons  | Martin Hersman      | Nederland   | 161,392 | 37,95 (6)     | 6.58,17 (4)  | 1.53,93 (3)   | 14.32,98 (5)  |
| 4      | Bart Veldkamp       | België      | 162,061 | 39,50 (15)    | 6.50,77 (1)  | 1.56,71 (11)  | 14.11,63 (1)  |
| 5      | Roberto Sighel      | Italië      | 162,761 | 37,87 (3)     | 7.01,40 (9)  | 1.56,30 (8)   | 14.39,71 (6)  |
| 6      | Frank Dittrich      | Duitsland   | 163,088 | 39,03 (11)    | 6.56,31 (3)  | 1.58,08 (14)  | 14.21,35 (3)  |
| 7      | Andrej Anoefrijenko | Rusland     | 163,583 | 38,02 (7)     | 7.05,08 (13) | 1.55,76 (5)   | 14.49,38 (7)  |
| 8      | Christian Breuer    | Duitsland   | 164,387 | 37,88 (4)     | 7.07,24 (15) | 1.56,23 (7)   | 15.00,81 (9)  |
| 9      | Paweł Zygmunt       | Polen       | 165,353 | 38,52 (9)     | 7.12,52 (21) | 1.56,50 (9)   | 14.54,97 (8)  |
| 10     | Cédric Kuentz       | Frankrijk   | 165,533 | 39,45 (14)    | 6.59,21 (6)  | 1.55,71 (4)   | 15.11,84 (10) |
| 11     | Davide Carta        | Italië      | 165,555 | 37,43 (2)     | 7.15,42 (22) | 1.56,61 (10)  | 15.14,27 (11) |
| 12     | Peter Adeberg       | Duitsland   | 166,231 | 37,93 (5)     | 7.18,03 (25) | 1.55,84 (6)   | 15.17,71 (12) |
| NC13   | Jonas Schön         | Zweden      | 121,154 | 39,84 (18)    | 7.00,91 (8)  | 1.57,67 (12)  |               |
| NC14   | Eskil Ervik         | Noorwegen   | 121,382 | 39,09 (12)    | 7.08,79 (19) | 1.58,24 (16)  |               |
| NC15   | Anatoli Krasjeninin | Rusland     | 121,396 | 39,80 (17)    | 7.02,96 (12) | 1.57,90 (13)  |               |
| NC16   | Lasse Sætre         | Noorwegen   | 121,555 | 39,96 (22)    | 7.02,25 (11) | 1.58,11 (15)  |               |
| NC17   | Jaromir Radke       | Polen       | 122,479 | 40,41 (26)    | 7.01,42 (10) | 1.59,78 (19)  |               |
| NC18   | Christian Eminger   | Oostenrijk  | 122,903 | 40,77 (29)    | 6.59,66 (7)  | 2.00,50 (23)  |               |
| NC19   | Remi Hereide        | Noorwegen   | 122,936 | 40,16 (23)    | 7.08,43 (18) | 1.59,80 (20)  |               |
| NC20   | Joeri Kochanets     | Rusland     | 123,390 | 40,46 (27)    | 7.07,64 (16) | 2.00,50 (23)  |               |
| NC21   | Vitali Novichenko   | Wit-Rusland | 123,508 | 39,90 (21)    | 7.17,45 (24) | 1.59,59 (17)  |               |
| NC22   | Jacek Napora        | Polen       | 123,610 | 39,86 (20)    | 7.09,17 (20) | 2.02,50 (30)  |               |
| NC23   | Vesa Rosendahl      | Finland     | 123,781 | 39,84 (18)    | 7.17,41 (23) | 2.00,60 (25)  |               |
| NC24   | Maurizio De Monte   | Italië      | 123,986 | 40,19 (24)    | 7.18,33 (26) | 1.59,89 (21)  |               |
| NC25   | Zsolt Baló          | Hongarije   | 124,158 | 39,15 (13)    | 7.27,71 (30) | 2.00,71 (26)  |               |
| NC26   | Adrian Stroescu     | Roemenië    | 124,603 | 39,67 (16)    | 7.30,10 (31) | 1.59,77 (18)  |               |
| NC27   | Sergiy Priz         | Oekraïne    | 124,715 | 40,32 (25)    | 7.21,45 (29) | 2.00,75 (27)  |               |
| NC28   | Fausto Marreiros    | Portugal    | 124,773 | 41,26 (30)    | 7.08,03 (17) | 2.02,13 (29)  |               |
| NC29   | Martin Feigenwinter | Zwitserland | 124,997 | 41,81 (31)    | 7.05,94 (14) | 2.01,78 (28)  |               |
| NC30   | Hannes Wolf         | Oostenrijk  | 127,039 | 40,72 (28)    | 7.32,09 (32) | 2.03,33 (31)  |               |
| NC31   | Jonas Tronêt        | Zweden      | 137,833 | 38,99 (10)    | 7.18,70 (27) | 2.44,92 (32f) |               |
| NC32   | Bernhard Laimgruber | Oostenrijk  | 154,531 | 1.10,43 (32f) | 7.20,28 (28) | 2.00,22 (22)  |               |

## Vrouwen

### Deelname
De vrouwen streden voor de 21e keer om de Europese titel. Ze deden dit voor de negende keer in Heerenveen. Vierentwintig deelneemsters uit twaalf landen namen aan dit kampioenschap deel. Elf landen, Duitsland (3), Italië (3), Nederland (3), Roemenië (3), Rusland (3), Oostenrijk (2), Zweden (2), Finland (1), Letland (1) en Oekraïne (1), waren ook vertegenwoordigd op het EK in 1995. Polen (1), in 1995 afwezig, was deze editie weer present. De voormalige Sovjetrepubliek Wit-Rusland (1) nam voor de eerste keer deel. Noorwegen ontbrak voor het eerst op het vrouwen kampioenschap. Vijf vrouwen debuteerden op dit kampioenschap.
De Duitse Gunda Niemann-Kleemann veroverde voor de zevende keer de Europese titel. De Nederlandse Annamarie Thomas flankeerde de Europees kampioene, net als in 1995, op de tweede plaats op het erepodium. De Duitse Claudia Pechstein nam voor de eerste keer op het podium plaats, zij werd derde.
De twee andere Nederlandse deelneemsters, Tonny de Jong en Carla Zijlstra eindigden respectievelijk als vierde en elfde in het eindklassement.

### Afstandmedailles
De Nederlandse deelneemsters wonnen op dit kampioenschap vier afstand medailles. Annamarie Thomas won de gouden medaille op de 500 en 1500 meter en brons op de 3000 meter. Tonny de Jong won de bronzen medaille op de 5000 meter. Mihaela Dascălu veroverde haar tweede medaille, brons op de 500 meter. Dit was haar tweede, na zilver in 1994 op de 500 meter, en de derde medaille voor Roemenië.
Gunda Niemann-Kleemann bracht haar recordtotaal afstandsmedailles op vierendertig (23-9-2).
| Afstand | Goud                   | Zilver                 | Brons              |
| ------- | ---------------------- | ---------------------- | ------------------ |
| 500m    | Annamarie Thomas       | Gunda Niemann-Kleemann | Mihaela Dascălu    |
| 1500m   | Annamarie Thomas       | Gunda Niemann-Kleemann | Svetlana Bazjanova |
| 3000m   | Gunda Niemann-Kleemann | Claudia Pechstein      | Annamarie Thomas   |
| 5000m   | Gunda Niemann-Kleemann | Claudia Pechstein      | Tonny de Jong      |

### Eindklassement
Achter de namen staat tussen haakjes bij meervoudige deelname het aantal deelnames
| Rang   | Schaatsster                   | Land        | Punten  | 500 m      | 1500 m         | 3000 m       | 5000 m       |
| ------ | ----------------------------- | ----------- | ------- | ---------- | -------------- | ------------ | ------------ |
| Goud   | Gunda Niemann-Kleemann (9)    | Duitsland   | 170,232 | 41,54 (2)  | 2.04,04 (2)    | 4.17,93 (1)  | 7.23,58 (1)  |
| Zilver | Annamarie Thomas (3)          | Nederland   | 172,133 | 41,11 (1)  | 2.03,89 (1)    | 4.23,64 (3)  | 7.37,87 (7)  |
| Brons  | Claudia Pechstein (4)         | Duitsland   | 172,763 | 41,78 (4)  | 2.07,03 (4)    | 4.22,72 (2)  | 7.28,54 (2)  |
| 4      | Tonny de Jong (3)             | Nederland   | 173,360 | 41,83 (6)  | 2.07,14 (6)    | 4.24,28 (4)  | 7.31,04 (3)  |
| 5      | Svetlana Bazjanova (3)        | Rusland     | 174,315 | 42,28 (9)  | 2.06,17 (3)    | 4.24,53 (5)  | 7.38,91 (9)  |
| 6      | Emese Hunyady (12)            | Oostenrijk  | 175,335 | 41,80 (5)  | 2.07,09 (5)    | 4.28,55 (9)  | 7.44,14 (10) |
| 7      | Mihaela Dascălu (6)           | Roemenië    | 176,577 | 41,75 (3)  | 2.09,04 (7)    | 4.30,26 (11) | 7.47,74 (11) |
| 8      | Elena Belci-Dal Farra (10)    | Italië      | 176,588 | 43,78 (17) | 2.09,37 (8)    | 4.25,33 (6)  | 7.34,64 (4)  |
| 9      | Heike Warnicke-Schalling (11) | Duitsland   | 176,592 | 43,63 (16) | 2.09,37 (8)    | 4.25,70 (7)  | 7.35,56 (5)  |
| 10     | Svetlana Vysokova             | Rusland     | 177,758 | 43,50 (15) | 2.10,20 (10)   | 4.30,20 (10) | 7.38,25 (8)  |
| 11     | Carla Zijlstra (6)            | Nederland   | 177,914 | 43,96 (20) | 2.11,50 (13)   | 4.26,53 (8)  | 7.37,00 (6)  |
| 12     | Cerasela Hordobetiu (5)       | Roemenië    | 180,431 | 42,22 (8)  | 2.10,78 (11)   | 4.36,45 (15) | 8.05,43 (12) |
| NC13   | Christina Schön (4)           | Zweden      | 132,866 | 43,26 (13) | 2.11,02 (12)   | 4.35,60 (12) |              |
| NC14   | Chiara Simionato              | Italië      | 131,099 | 42,14 (7)  | 2.11,53 (14)   | 4.42,70 (20) |              |
| NC15   | Emese Antal (4)               | Oostenrijk  | 133,421 | 43,40 (14) | 2.12,09 (17)   | 4.35,95 (13) |              |
| NC16   | Svitlana Konstantynova (3)    | Oekraïne    | 133,664 | 43,07 (12) | 2.12,07 (16)   | 4.39,43 (17) |              |
| NC17   | Ewa Wasilewska-Borkowska (7)  | Polen       | 133,734 | 42,82 (11) | 2.11,65 (15)   | 4.42,19 (19) |              |
| NC18   | Elisabetta Pizio (4)          | Italië      | 134,436 | 43,88 (18) | 2.13,42 (19)   | 4.36,50 (16) |              |
| NC19   | Outi Ylä-Sulkava (4)          | Finland     | 135,317 | 44,11 (22) | 2.12,62 (18)   | 4.42,01 (18) |              |
| NC20   | Olga Klyga                    | Wit-Rusland | 136,491 | 43,92 (19) | 2.14,80 (20)   | 4.45,83 (22) |              |
| NC21   | Sofia Larsson                 | Zweden      | 137,205 | 44,50 (23) | 2.15,87 (22)   | 4.44,49 (21) |              |
| NC22   | Dana Ionescu                  | Roemenië    | 138,071 | 44,01 (21) | 2.16,71 (21)   | 4.50,95 (23) |              |
| NC23   | Tatyana Trapeznikova (3)      | Rusland     | 139,576 | 42,36 (10) | 2.33,63 * (24) | 4.36,04 (14) |              |
| NC24   | Ilonda Lūse (3)               | Letland     | 141,520 | 45,11 (24) | 2.20,49 (23)   | 4.57,48 (24) |              |

* = gevallen